# Simeon lo Yemenita
Simeon lo Yemenita (in ebraico שמעון התֵּימָנִי ‎?, traslitt.: Shimon HaTeimani) o la variante Simeon di Timnah (ebraico: שמעון התִּימְנִי), traslitt.: Shimon HaTimni) (Yemen, II secolo – ...) era un saggio ebreo, rabbino Tanna della 3ª generazione (80 - 120 e.v.), di probabile origine yemenita, attivo in Giudea.

## Biografia
Simeon lo Yemenita era uno dei tre "Simone" considerati i grandi "studenti" della generazione prima della rivolta di Bar Kokhba, gli altri due essendo Ben Azzai e Ben Zoma. I suoi insegnanti furono Rabbi Joshua ben Hananiah, Rabbi Akiva e Rabbi Tarfon. Svolgeva regolari sessioni di studio con Judah ben Baba. I suoi insegnamenti registrati sulla Mishnah e Baraitot generalmente si riferiscono a temi di Halakhah, con pochi di natura aggadica. Rinomato per la sua abilità di risolvere problematiche complesse, fu uno dei saggi più importanti del Sinedrio di Yavne e tra i pochi che erano competenti in settanta lingue. Sembra che morisse giovane, prima di ricevere l'ordinazione ("semikhah") di rabbino, perciò il suo nome non viene mai preceduto dal titolo "Rabbi".

## Origini
Le sue origini sono incerte e tuttora in discussione, se fosse originario dello Yemen dalla città giudea di Timnah. Ciò è dovuto ad una lettura variante della parola in ebraico "תימני" ‎? che può esser pronunciata sia "Teimani" sia "Timni". Un riferimento nel Trattato Ketubot viene identificato dal filosofo Adin Steinsaltz con "Shimon HaTimni", che ricevette tale nome dalla sua città natale di Timnah, come anche sostenuto da commentatori precedenti, Steinsaltz asserisce che Simeon fosse attivo nella sua città, sebbene passasse molto tempo nell'accademia di Yavne. Altri commentatori credono che questo tanna provenisse dallo Yemen, opinione sostenuta da Jacob Emden di Altona (1697 - 1776). Un tentativo di risolvere il problema si basa su una lista di tannaim preparata da Maimonide e indica che ci furono in verità due rabbini, uno dallo Yemen e uno da Timnah. Un'altra opinione suggerisce che provenisse da Teman, un'importante città dell'antica Edom, una supposizione affermata anche dalla Jewish Encyclopedia che lo chiama "Simeon di Teman".

## Alcuni insegnamenti
- Simeon lo Yemenita disse: Fu grazie all'osservanza della circoncisione che Dio spartì le acque per loro.[15]
- Simeon lo Yemenita disse: Suonano il corno anche in caso di pestilenza, ma i Saggi non erano d'accordo con lui.[16]